# Schouw (historisch scheepje)

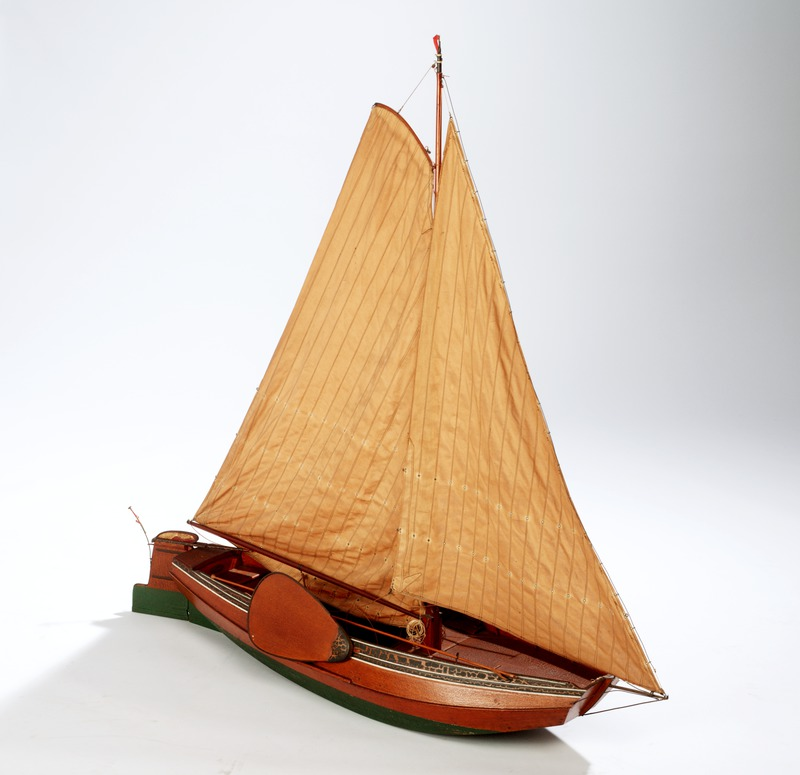
model van Friese schouw, collectie Zuiderzeemuseum

De schouw is een vissersscheepje met de kenmerken van de aak. Het verschil is dat de voor en achter omhoog gebogen bodem niet boven de waterlijn aansluit op de zijden, maar aan een bord. Dit was eenvoudiger en dus goedkoper van constructie. Er zijn verschillende typen schouwen.

## Friese schouw

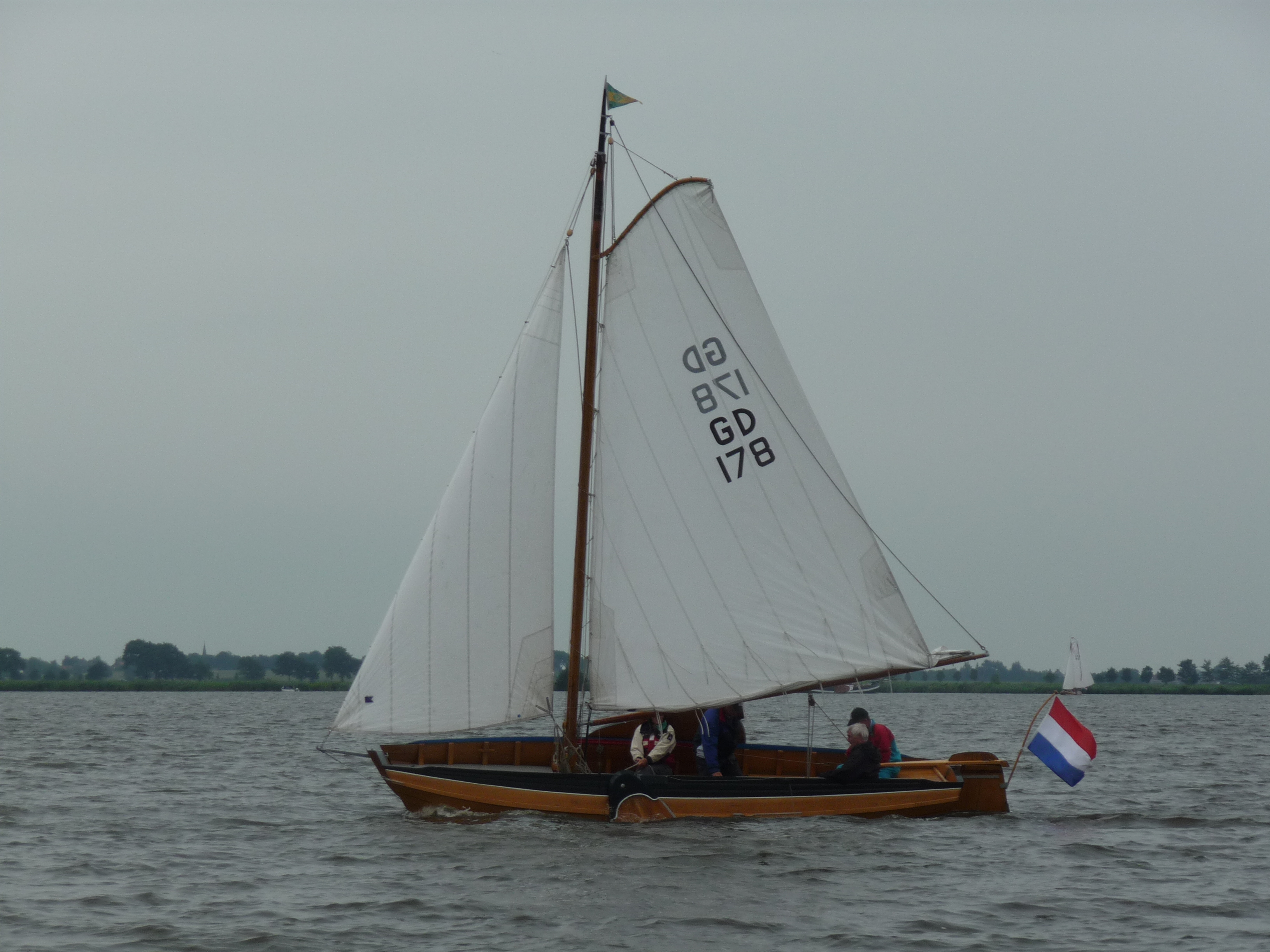
De Friese schouw Motketel van de KWVL

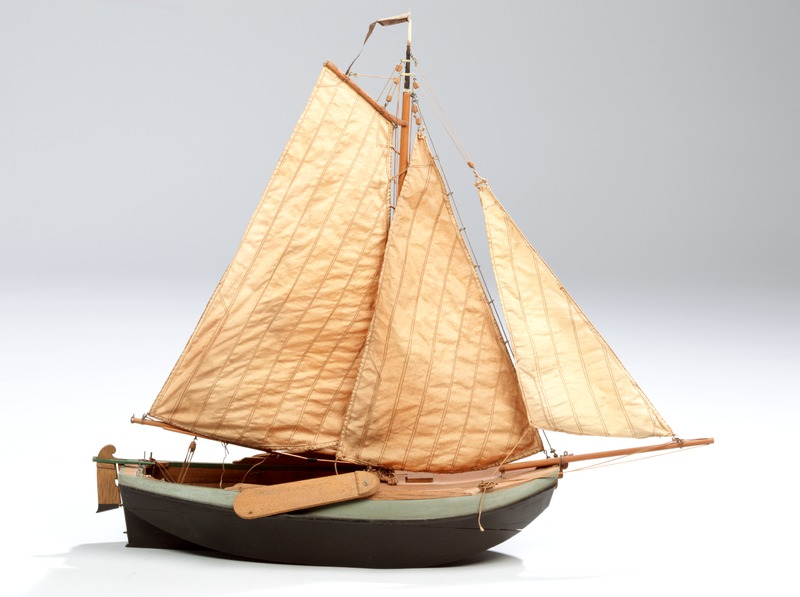
model van Lemster schouw, collectie Zuiderzeemuseum

De Friese schouw varieert in lengte van 4,5 tot 6 meter, is 1,4 tot 1,8 meter breed en heeft een sterk hellend voorbord. Deze schouwen werden in Friesland op veel plaatsen gebouwd, niet alleen op de werven, maar ook vaak door particulieren en andere handwerklieden die ze voor eigen gebruik nodig hadden. Per plaats kenden de schepen een eigen uitvoering. Zo wordt wel gesproken van Terhornster, Eernewoudster en Grouwster schouwen. Ook de afmetingen en het tuig konden variëren. De Friese schouw werd veelal gebruikt voor het dagelijkse werk van kruidenier, boer en meelkoopman. Ook als plezierbootje was de schouw in trek. De schepen werden vaak fraai geschilderd. Soms werden ze versierd met verguld houtsnijwerk. Voor het wedstrijdvaren werden de schepen uitgerust met erg veel tuig. Ballast was dan nodig om ze overeind te houden.
De Lemster schouw of spekbak heeft als voorbeeld de Friese schouw. Door economische redenen moesten de vissers op zoek naar de goedkoopste schepen. De schouw was de oplossing. De kistachtige, weinig elegante romp, met voor en achter een platte spiegel, wordt van brede planken gemaakt, die slechts in een richting gebogen hoeven te worden. De planken zijn van goedkoop grenenhout. Om toch de nodige zekerheid te krijgen werd de schouw al bij de bouw overijzerd.
De lelieschouw die bij zeeverkenners in Nederland in gebruik is, is op de Friese schouw gebaseerd.

## Scheldeschouw
De Scheldeschouw is een semiplatbodem en heeft als een van de weinige platbodems een zogenaamde dooskiel in plaats van zijzwaarden. Het is voor de recreatievaart als jacht ontwikkeld en als zodanig een gemoderniseerde uitvoering van een oud type schip. In de jaren 1960 en '70 zijn er zo'n 100 exemplaren gebouwd door Vermeulens Jachtwerf te Terneuzen.

## Zalmschouw

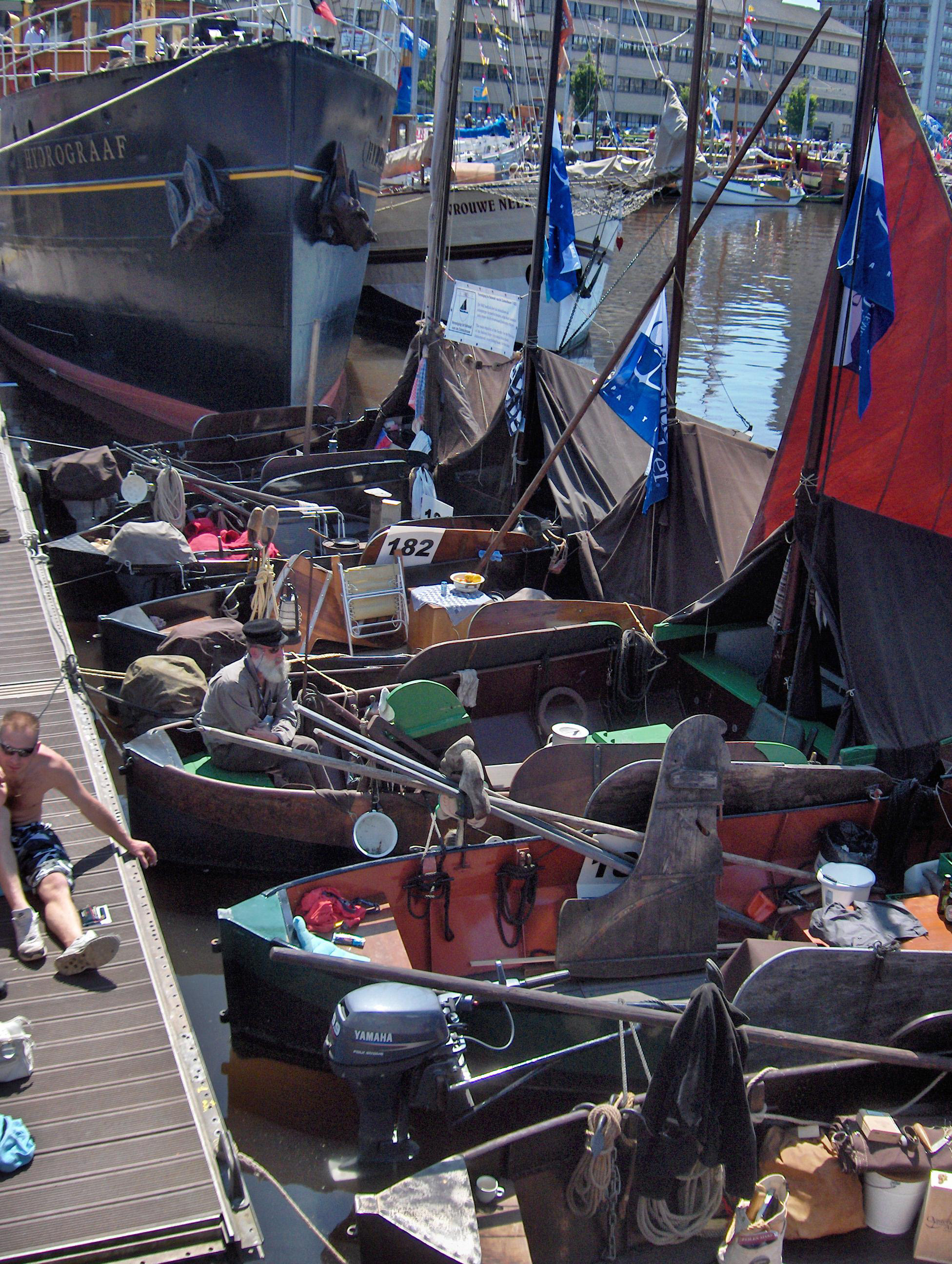
Zalmschouwen op het evenement "Oostende voor Anker 2009"

De zalmschouw is een smal vissersscheepje bestemd voor de vangst van zalm op de grote rivieren en in de Biesbosch. De eerste exemplaren waren gebouwd met hout, later werd dit ijzer en tegenwoordig staal.
Zalmschouwen waren getuigd met een sprietzeil en fokje. Voor de mast kon een tentje worden uitgetuigd, waaronder een primitief verblijf mogelijk was. In ijzer gebouwd hebben ze een wat meer eivormige waterlijn en verticaal opgeboeide zijden, een klein voorbord, en een groot bijna verticaal achterbord. Dit was ideaal om er later een buitenboordmotor aan te bevestigen. Het type wordt thans veel als recreatiescheepje gebruikt en in verschillende uitvoeringen ook nieuw gebouwd.

## Zeeschouw

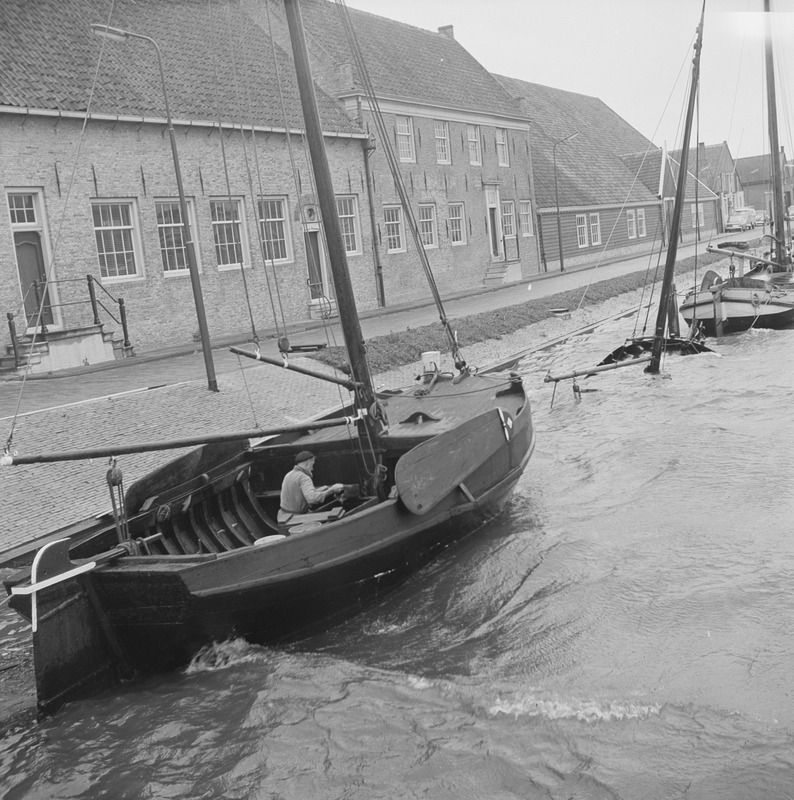
Hoornse schouw in Oosterhaven van Enkhuizen, collectie Zuiderzeemuseum

De zeeschouw of Hoornse schouw is een vissersschip dat ontstaan is aan het einde van de 19e eeuw. Na de afsluiting van de Zuiderzee in 1932 kwamen deze schepen sterk op. Ze waren vooral in Hoorn en Enkhuizen populair, maar werden ook door vele andere vissers besteld. Schepen als de botter, kwak en kotter waren na de afsluiting niet meer rendabel. Slechte vangstresultaten dwongen de Zuiderzeevissers ertoe over te gaan op een eenvoudig en goedkoop te bouwen, maar toch robuust en zeewaardig scheepstype, dus waren deze relatief kleine en goedkope stalen schepen een uitkomst. De eerste zeeschouwen werden rond 1900 in Poppingawier gebouwd, later ook in Lemmer, Makkum en Enkhuizen. De Hoornse schouw heeft een minder vlakke zeeg dan het Lemster type, zodat de kop en daarmee het voordek van de Hoornse schouw hoger oploopt. Het vaartuig is uitgerust met twee zeezwaarden en een aangehangen roer. Voor de mast is het gedekt en midscheeps staat de bun. De tuigage bestaat uit een grootzeil met een rechte gaffel, een botterfok die doorloopt tot achter de mast en een kluiver op een kluiverboom. Ze werden gebruikt voor de visserij op paling en snoekbaars. Ze zijn vooral in ijzer en staal gebouwd, maar ook houten schouwen kwamen voor. Ze werden vaak meteen van een hulpmotor voorzien. Deze schepen werden door de oudere vissers smalend spekbak genoemd. Dit zegt niets over hun zeilcapaciteiten, want in het algemeen waren het goede zeilers. De zeeschouw wordt nog steeds gebouwd als jacht dus met kajuit, maar ook nog in de vissermanuitvoering.
In de collectie van het Zuiderzeemuseum bevindt zich een Hoornse schouw uit 1930.

## Zeeuwse schouw

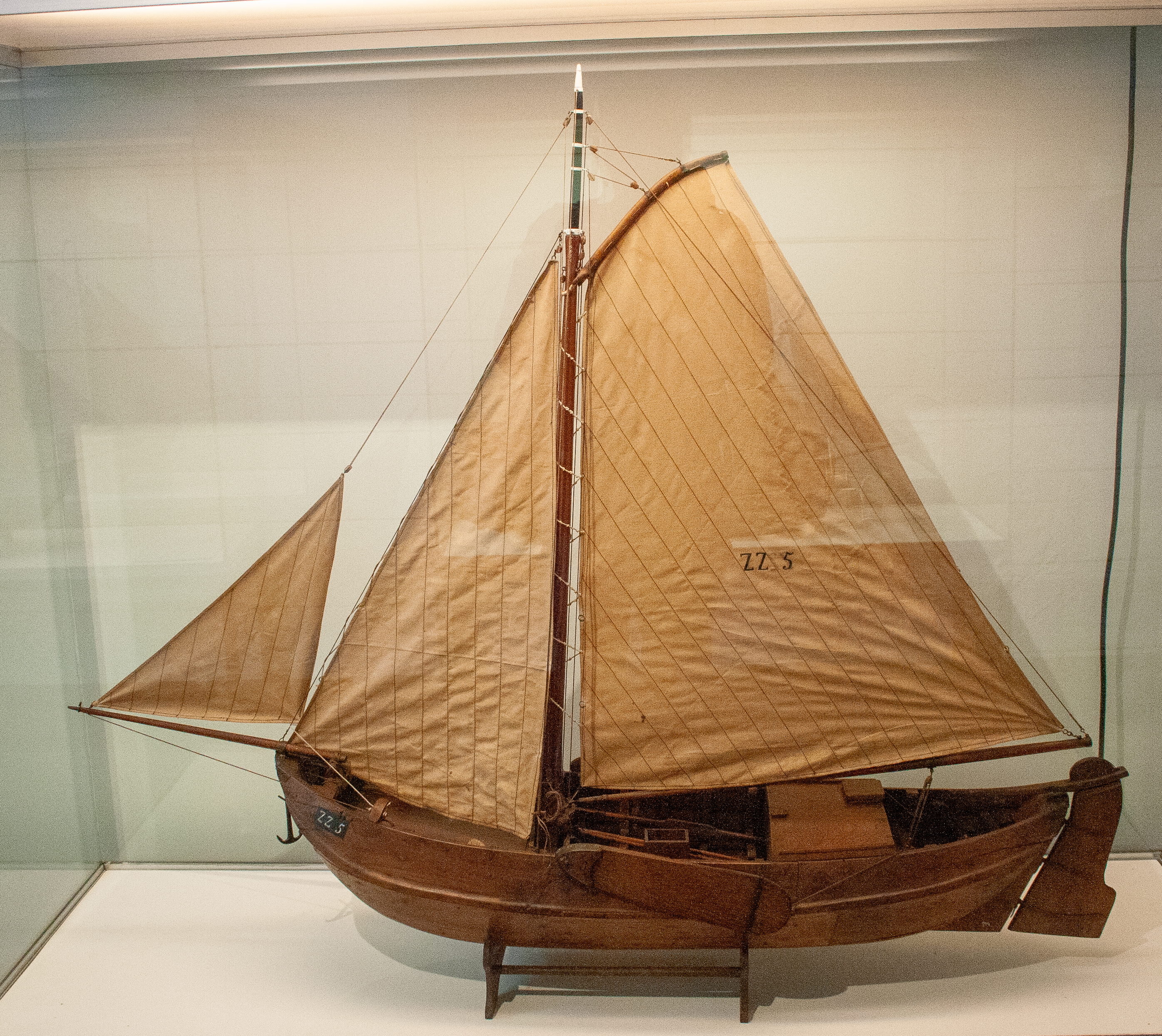
Zeeuwse schouw

De Zeeuwse schouw heeft alle kenmerken van de andere typische Zeeuwse vissersschepen als de hoogaars en de hengst. Het verschil is het voorbord dat hem bestempelt als schouw. Het is in hout en ijzer gebouwd en verdween als vissersschip pas in de jaren 1950.